# Joel Eriksson Ek
Joel Eriksson Ek (Karlstad, Suecia, 29 de enero de 1997), apodado JEEK, Ekker o Mr. September, es un jugador profesional sueco de hockey sobre hielo que se desempeña en la posición de centro en Minnesota Wild, equipo de la National Hockey League (NHL).

## Carrera
Fue seleccionado en la primera ronda en la NHL Entry Draft de 2015. En 2016 hizo su debut profesional con el equipo Minnesota Wild, donde lleva jugando ocho temporadas.